# عقدة جذرية
العقدة الجذرية أو عقدة أزوتية هي كتلة تنمو نتيجة استيطان بكتيريا المستجذرة في الجذر للقيام بعملية تثبيت النيتروجين الجوي. يزيد حجم العقدة الجذرية عندما تكون البكتيريا نشطة وفعالة. يمكن أن تأخذ العقدة شكلا تاجيا أو كرويا أو مسطحا يختلف حسب النبات العائل، والحجم يختلف حسب قوة النبات والظروف البيئية.

عقد مستجذرات جذرية على نباتات الفصة الحولية - لاحظ النبات على يسار الصورة لا يحتوي عقداً جذرية نظراً لعدم القيام بتلقيحه بالمستجذرة

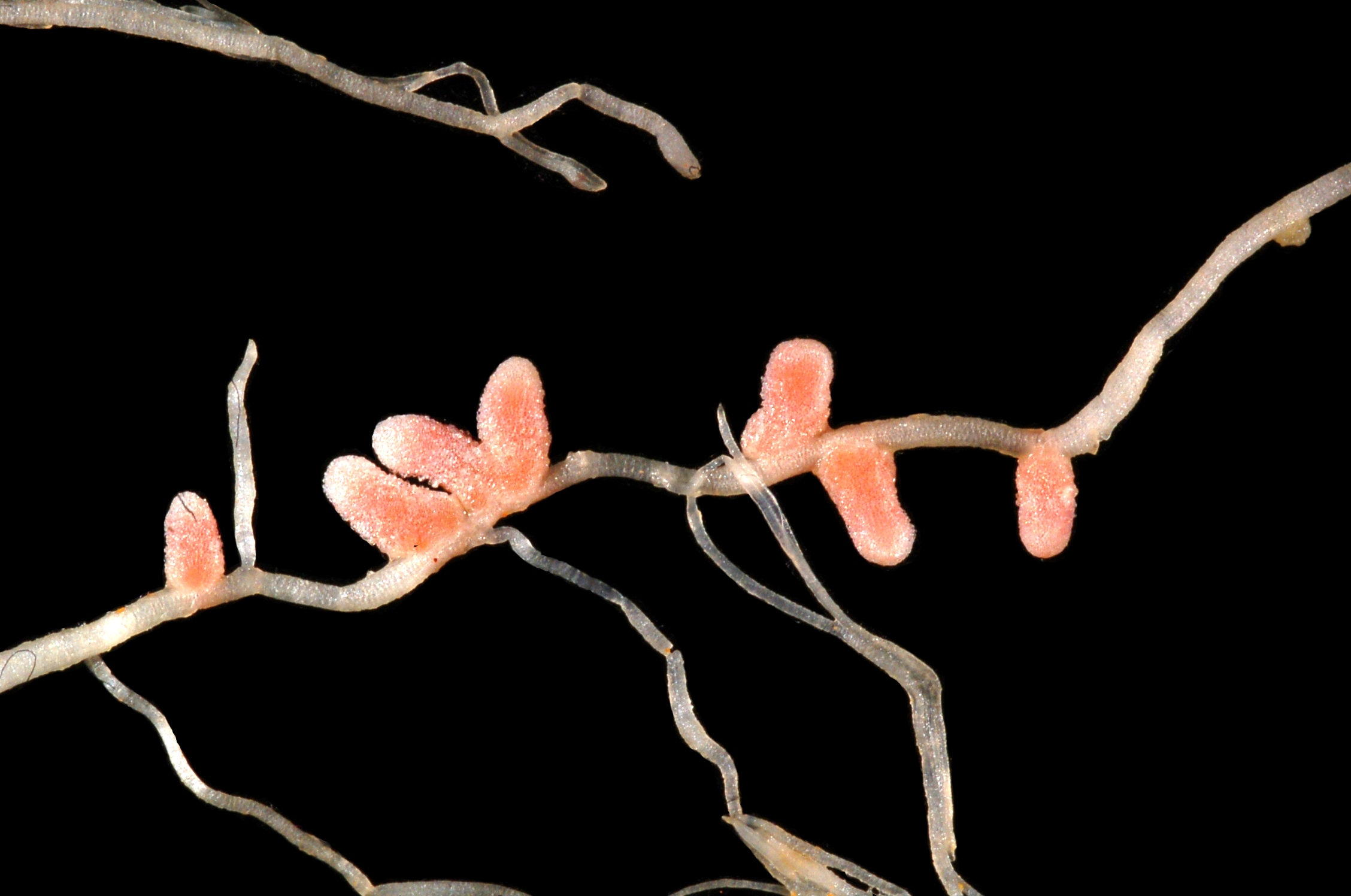
عقد جذرية على جذر نبات الفصة الإيطالية